# Бомбардировка Подгорицы во время Второй мировой войны
Бомбардировки Подгорицы проводились авиацией стран антигитлеровской коалиции (США и Великобритания) во время Второй мировой войны в 1943 и 1944 годах по просьбе командования югославских партизан.

## Предыстория
В период между мировыми войнами население Подгорицы составляло около 13 000 человек. 
6 апреля 1941 года войска стран Оси напали на Югославию. Фактически страна распалась, а на территории Черногории было создано королевство под протекторатом Италии. После выхода Италии из Второй мировой войны, территория Черногории была оккупирована немецкими войсками. Командование НОАЮ просило союзников начать воздушные бомбардировки Подгорицы, где находились силы немецкой армии и её союзников — четников.
В конце войны Подгорица стала одним из городов на пути вывода германских войск из Албании и Греции. Вследствие этого командование союзников приняло решение более интенсивно бомбить город.

## Бомбардировки города
23 октября 1943 года подразделения ВВС Армии США бомбили аэропорт Подгорицы. В налёте участвовали самолёты Bell P-39 Airacobra. После этого немецкое командование стало оповещать жителей города о налётах и те находили убежище в пещерах за городом.
Более интенсивные бомбардировки Подгорицы произошли 5 мая 1944 года когда 116 самолётов Consolidated B-24 Liberator ВВС США сбросили 270 тонн бомб на город. В ходе налёта были убиты 4 немецких солдата, 100 четников и 400 жителей города. В ходе бомбардировки были разрушены католическая церковь, мечеть и православное кладбище.
6 ноября 1944 года 72 самолёта ВВС Великобритании бомбили город. Было сообщено о 700 убитых солдат вермахта. 7 ноября 124 самолёта Lockheed P-38 Lightning бомбили немецкие войска в Подгорице и его окрестностях.

## Законность
Вопрос о законности бомбардировки союзников до сих пор остается спорным. Международное право гласит, что признанное правительство страны имеет право бомбить любой из ее городов, оккупированных вражескими силами. Однако, когда англо-американские силы бомбили город, они официально признавали законным национальным правительством Правительство Югославии в изгнании, а не Тито, который и запросил бомбардировку.

## Итоги
Бомбардировки союзников практически полностью разрушили город. Около 4100 человек были убиты во время налётов. Ущерб от бомбардировок составил около 1060 млн. югославских динаров.